# 镜之边缘
《镜之边缘》（又译作）是由EA DICE开发，并由艺电发行的第一人称动作冒险游戏，这也是史上第一款以跑酷为题材制作的电子游戏。该游戏公布於2007年7月10日，并於2008年11月在PlayStation 3和Xbox 360的平台发行，Windows版本则在2009年1月13日发行。游戏采用虚幻引擎3，并加入了由Illuminate Labs和DICE联合开发光照新解决方案。
游戏颜色风格亮丽，不同於其他大多数第一人称游戏，其拥有更多的动作（如滑越障碍、攀墙、撞门、过独木桥、爬水管、荡绳、翻滚等），以及更大的活动自由，例如没有平视显示器（HUD），而且角色的腿部、手臂和躯干在屏幕上是可见的。游戏背景设定在一个言论被极权政府重度监控的社会，而包括主角绯丝（Faith）在内的“信使”（runner）网络则被用来逃避政府监督以传递信息。作为3D平台游戏，玩家需要操作主角绯丝运用源于跑酷的动作在都市中飞檐走壁、翻越障碍和通过通风井。
《镜之边缘》获得了较多的正面评价，其Windows版在Metacritic的汇总得分为81%。游戏的独创性和其广阔的环境均获得一致好评，而批评则集中于剧情的乏力，试错性的玩法和过短的流程。本作赢得了年度互动成就奖年度最佳冒险游戏。由瑞典歌手丽莎·密丝柯维斯基演唱的游戏主题曲《Still Alive》于2007年发售混音原声带。移动平台的同名横向卷轴《镜之边缘》于2010年4月1日登陆iPad，2010年在9月2日登陆iPhone。其Windows Phone移植版发布于2012年7月13日，最初为诺基亚Lumia手机独占。官方于E3 2013正式宣布其续作计划。

## 玩法

信使视角将环境物件高亮显示为红色，提示下一步往何处走

在《镜之边缘》中，玩家以第一人称视角控制主角绯丝，在光鲜耀眼的城市屋顶间跳跃，墙垣上奔跑，并利用通风井进入各个建筑。这些动作技术都源自跑酷这项运动。高级制作人欧文·奥布赖恩（Owen O'Brien）表示，《镜之边缘》旨在“传达紧张感和与环境的身体接触”，并为玩家提供在第一人称游戏中史无前例的行动自由。这不仅是通过跑酷的运用，为了达到这一目的，游戏运镜对于角色动作着墨颇多。例如在绯丝加速跑时，镜头上下晃动的速率也会提高，而当她翻滚时，镜头会随之旋转。同样地，游戏玩家可以充分运用手足甚至躯干来完成动作，例如绯丝可以用手控制泵阀，加速跑时步幅会变大，跳远时手脚会随之晃动等等。

《镜之边缘》的特色在於真实的第一人称视角和肉搏战

由於运动是游戏的重點，因此在游戏中维持冲力就变得至关重要，玩家需要完成一整套行云流水般的动作，倘若有所不连贯便会引起冲力的损失，这可能就会导致绯丝的失足，或者因为达不到指定的冲力而够不着某些物体。游戏的控制会因具体情况而相应简化，“向上”的按钮可以控制绯丝在穿行时跨越障碍，例如跳跃、攀爬或抓住飞索等物件，而“向下”按钮则可控制她执行其他动作，如下滑、翻滚或仅仅是下蹲。为了帮助玩家完成这一连串动作，游戏采用了“信使视角”这一系统，顾名思义，该系统可以呈现信使所能看到的环境，以便立即找到逃生路线。系统会高亮显示对游戏进行有益的环境物件，比如说，管道、斜坡和可进入的门在绯丝行进中会变为红色，尽管它显示的未必就是最优路线。随着游戏的深入，这类视觉提示的数量会逐渐减少到只显示最终目标，当然玩家也可以选择完全关闭该提示系统。系统还能被用来制造难题，让玩家想出如何利用高亮物件组合成一连串的动作，以达到目的地。“反应时间”系统是另一个协助玩家的手段，这种类似於子弹时间的形式能使玩家在不失去冲力的前提下，有时间来考虑接下来怎么走，也能让跳跃和缴械的时机掌握变得更为容易。
虽然玩家角色可以持有武器，但奥布赖恩强调，“这是一款动作冒险游戏，我们没有把它定位成射击游戏——其重点不在於枪，而在於人。”《镜之边缘》的游戏性更侧重於通过游戏环境寻找最优路线，而战斗仅仅处於次要地位。事实上，在E3展“游戏攻略”上奥布莱恩表示，有一项解锁成就正是不射杀任何敌人通关。正因如此，游戏中枪支虽然可以通过对敌人缴械获得，但子弹用尽时就必须丢弃。此外，携带武器还会拖累绯丝的行动，而且枪越沉，阻碍就越大，这便使游戏拥有了策略元素，以决定何时该牺牲灵活性换取短时的火力。
为了延长游戏时间，每一关都隐藏有3个包裹，玩家找到後可以解锁特典和称为“时间试炼”的时间竞速模式。在该模式中，玩家需要尽可能快地完成一关中的一小部分，在线排行榜和红色的“影子”可以让玩家看到他们的最快路线或排行榜上其他人的路线。

## 剧情

### 设定
《镜之边缘》的故事发生在一座不知名的“乌托邦”城，生活舒适，犯罪几乎销声匿迹。但是这种和谐的城市状态是由专制极权体制换来的，政府为了减少犯罪和镇压反抗，监控着所有通信，并操控媒体，司法审判和民主体制形同虚设。游戏设定的18年前，当局曾开火镇压对其统治的抗议，造成平民丧生。游戏发生时即将举行市长选举，原市长卡拉汉（Callaghan）寻求留任以确保政府能继续控制城市，而另一位备受青睐的候选人波普（Pope）则承诺会带来变革。
高级制作人欧文·奥布莱恩表示：“（《镜之边缘》）探讨了你为了舒适的生活愿意放弃多少个人自由，这不只是一个女孩对警察政权独裁反抗的故事，而要比这微妙得多。”美国电视剧《萤火虫》和衍生电影《衝出寧靜號》均是奥布莱恩的灵感来源。“我们的另一主题是你不能强迫别人按照你的规则和你的社会生活，哪怕你的社会更好”，他说，“《衝出寧靜號》里探员竟然说，‘这哪是什么邪恶帝国，我们只是不理解，你们为什么不愿意加入我们这个幸福之家。’但显然他们做得太过了，这也同样发生在了我们的游戏中。”

### 梗概
游戏主角是24岁的绯丝·康纳斯（Jules de Jongh配音），其右眼周围有着独特的纹身，游戏标识也与此类似。绯丝是一位接受过跑酷训练的“信使”，负责在城市传递革命集团间的实体邮件，以躲过电话和电子邮件等渠道的监控。绯丝对于极权政府的态度植根于她的过去。绯丝年幼时，父母都是抗议运动的活跃分子，致力于防止城市沦为专制政权。她的母亲在失控的和平示威“十一月暴乱”中丧生，16岁的绯丝从此逃出家门，流浪街头成为飞贼。绯丝和另一位“信使”莎兰（Celeste）都是被老麦（Mercury）训练出来的，老麦在任务中给予她们无线电支持。
一天，绯丝收到了身为警察的妹妹凯特在波普办公室发出的求救，随後发现波普被谋杀了，死时握有一张写着“伊卡洛斯”字样的纸条。凯特希望绯丝能查明真相，并向她的上司米勒中尉汇报。绯丝发觉一名叫做阿杰（Jacknife）的前信使可能掌握更多情报，他向绯丝提供了波普的安全负责人、前摔跤手火绳（Ropeburn）的线索，但却不肯再透露更多。米勒中尉获知此事後，安排会见了火绳，但火绳在绯丝试图窃听时察觉了她，并想将其杀死。最终绯丝在搏斗中占了上风，把他悬在了屋顶上，打算讯问出更多情报，不想此时火绳却被一名神秘刺客抢先杀害了。绯丝追击着刺客，发现他受雇於一家私人保安公司，这座城市都非常仰赖於它的武装力量。该公司也正训练着自己的特警，以俘虏或杀害市内的信使。绯丝在油船上重新找到了刺客的行迹，并将其迫至一隅，最终发现这名刺客居然是莎兰。莎兰承认由於“伊卡洛斯计划”，为了活命，她已转投对方来摆脱不断被安全部队追捕的生活。莎兰担心被绯丝捉住後可能会被捕，便逃之夭夭了。
老麦告诉绯丝，凯特已经被控以谋杀波普之罪，并安排地点让绯丝伏击押解她入监的车队。绯丝得以成功地解救了凯特，并让她逃往老麦待命的藏身处，而绯丝则负责将警察引开。摆脱追逐之後，绯丝回到了藏身处，却发现那儿遭到了袭击，不仅凯特失踪，老麦也已奄奄一息。老麦告诉绯丝，凯特已被带往沙德——一栋作为市长卡拉汉的居所和城市的集中监控数据库的摩天大楼。米勒中尉认为绯丝是城市变革的希望，在他的帮助下，绯丝得以进入服务器机房并破坏了服务器，解开封锁到达屋顶。然而此间，米勒的无线电支持却突然被切断，并传来了一声枪响。在屋顶上，绯丝发现用枪挟持着凯特的竟是阿杰。阿杰解释说，“伊卡洛斯计划”是由卡拉汉一手策划的，旨在消灭市内所有信使，并掐断不受控制的信息流动，而他就像莎兰一样，仅仅是为了活下去而染指其中。阿杰企图乘坐待命的直升机挟凯特逃跑，但绯丝紧跟着抓住了直升机，跳进了里面并把阿杰踢了下去。阿杰坠落时開槍擊中了直升機旋翼，而駕駛也遭到隨後趕來的特警開槍擊中，直升机因而失控。绯丝帮助凯特在直升机坠毁前，安全地跳到了附近的屋顶上。二人紧紧相拥，随着镜头逐渐地拉远，两人在摩天大楼上俯瞰着整个安静的城市。
在游戏结束播放制作人员名单时，背景声音播出了一则声明，宣布绯丝和凯特被定为在逃通缉犯，同时敦促市民在沙德服务器修复前避免使用电子通信。

## 开发与发行
2007年DICE的创意总监Ben Cousins表示，DICE尽管一直不断在为其成功的战地系列开发游戏，但也想尝试去制作另一款艺电产品中前所未有的“新鲜有趣而互动的”游戏。2007年6月，据媒体透露DICE公司正在开发一款称为“镜之边缘”的游戏，但却被错误地描述为第一人称射击游戏。2007年7月10日，《镜之边缘》正式由艺电公布，并於2008年2月在美国旧金山的游戏开发者大会上第一次展出了游戏演示。并在2008年5月6日伦敦举行的索尼PlayStation日上，放出了首只完全表示游戏画面的视频。
《镜之边缘》视觉风格鲜明，室外环境以白色为主导，尤其缺乏绿色（例如树干和树叶均为纯白，而非其自然色） ，并刻意强调强烈的原色。高级制作人欧文·奥布莱恩表示，选择这一风格可以让玩家专注于信使视角指引，还可用于显示生命值，绯丝开始受到伤害时颜色会变得黯淡。由于《镜之边缘》的开发要早於寒霜引擎的完成时间，游戏使用Epic的虚幻引擎3，而不是DICE公司自己的寒霜引擎。DICE与Illuminate Labs联合开发的新照明系统Beast也加入了虚幻引擎中，以强化《镜之边缘》独有的艺术风格，并呈现色彩和光线的反射。为了解决第一人称视角中镜头自由移动带来的模拟眩晕症，在屏幕中央安置有一个准星。这个准星可以让玩家将注意力集中於一点，以防止产生眩晕感，同样的方法在舞蹈技巧中称为“定点”。除了这个准星之外，游戏中没有其他的HUD（玩家也可依照喜好移除准星）。
2008年10月30日，《镜之边缘》的演示版在PlayStation网络的PlayStation商店发布，次日在Xbox Live的Xbox Live Marketplace发布。演示版包括训练关卡和序章关卡。2008年11月11日，《镜之边缘》正式登陆Xbox 360和PlayStation 3平台。2009年1月13日，Windows版《镜之边缘》开始发行。游戏支持Nvidia的PhysX GPU物理加速系统，可以增加玻璃、烟雾和布的细节和物理效果。此外Windows版还附赠了游戏混音专辑。游戏包括SecuROM v7.x 数字版权管理（DRM）软件，购自Steam版除外。
游戏卷入了艺电与加州开发工作室Edge Games的商标纠纷。2009年9月，艺电申请注销Edge Games的商标，指控其持续采取法律行动威胁艺电。Edge总裁Tim Langdell则指责艺电与Edge的和解谈判是为“拖延时间”。Langdell的公司宣称“Mirror's Edge”作为“Edge”的变体，其具有合法所有权。法院审理後对Edge的说法不予采信，Edge最终与艺电和解并放弃了其众多商标。

### 译名
目前网络上最为通用的译名为游戏英文名的直译——“镜之边缘”，名称中的“镜”代指游戏中干净而明亮的城市，而“镜之边缘”所描述的就是主人公绯丝等信使与墨守成规的社会格格不入，游走於城市边缘的生活状态。不过这并非艺电官方指定的译名，游戏的台湾官方译名为“靓影特务”，而在Windows Vista简体中文版下安装游戏後，在“游戏”中可见“暗镜迷踪”的简体中文名称，由此可将其推断为中国大陆当时的官方译名，但这一版本从未在中国大陆上市。艺电在之后的iOS版和Windows Phone版中已改采通用的“镜之边缘”作为中国大陆译名。

### 促销
在美国Game Crazy商店预购游戏时，可以获得其演示版的试玩序列号，以及一件《镜之边缘》主题T恤。GameStop商店的预购活动同样赠送试玩序列号，和一个与游戏中造型相似的黄色“信使包裹”。在英国GAME商店预购则可获得一件暗镜迷踪版的Fenchurch T恤。而在艺电网站上，《镜之边缘》游戏组合包加上一个与Gamestop提供的类似的、Timbuk2制造的红色“信使包裹”，售价为130美元。包裹前面是游戏的标识，里面则印有绯丝的肖像。

### 漫画
《镜之边缘》推出了自己的系列漫画，剧本仍由Rhianna Pratchett设计，尽管故事的舞台以及主要人物和游戏相同，但情节与游戏并没有太多交集。漫画的画师则是Matthew Dow Smith。漫画每月出一期，至2009年5月完成，一共推出了六期。

### 原声带
2008年10月7日， 艺电宣布了《镜之边缘》混音专辑的消息 ，包括由瑞典歌手Lisa Miskovsky演唱的《镜之边缘》主题曲《Still Alive》 （与Jonathan Coulton演唱的游戏《傳送門》主题曲《Still Alive》无关），以及Benny Benassi、Junkie XL、Paul van Dyk、Teddybears和Armand Van Helden制作的五个混音版本。这张名为《Still Alive – the Remixes》的专辑发行由E.A.R.S.於2008年11月11日发行。
为《镜之边缘》游戏配乐的作曲家Magnus Birgersson（又名Solar Fields），计划为游戏配乐发布正式专辑。他在其Facebook页面宣布将在2009年3月中旬左右发行。

## 评价
《镜之边缘》获得了大多数人的好评，评分汇总网站Metacritic显示其PC版获得81/100分，而PlayStation 3和Xbox 360版获得79/100分。《官方Xbox杂志》给予《镜之边缘》9.5/10分 ，称赞其“逼真的运动感和游戏性”。《Play》授予10/10分，Gametrailers.com则给予8.3/10分。《Computer and Video Games》同样报以好评，将其形容为“一次精妙绝伦的体验，即便射击小桥段未能达标”。IGN给予游戏8.3/10分，称其为“刺激而华丽的冒险”，但“作为系列首作仍在寻找其立足点”。GameSpot评予该款游戏7/10分，赞扬了其身临其境的游戏环境，但也批评其游戏节奏不够协调。Gamasutra认为游戏不落窠臼，是个“让你不想射击的射击游戏”。

《镜之边缘》没有使用电脑即时演算或预渲染的过场，而是以动画短片衔接剧情，评论对此看法两极。

不过，《Edge》杂志仅仅给游戏评出5/10分，指出游戏关卡显得太过做作，而没有真正的自由，只不过是多了几条预定的路线而已。Eurogamer评予《镜之边缘》8/10分，称赞游戏的理念和综合游戏性，但同时也承认这款游戏不会令所有人着迷：“这会让玩家两极分化。……它很大胆前卫，但又很生硬古板。有些人毫不在乎这些缺陷，但其他人却可能对其嗤之以鼻，而且双方都有理可依……”《卫报》表示游戏流程过短，许多评测亦对其试错性的玩法颇有微词。其他问题则包括对动画式过场的风格选择，以及部分关卡的“局促感”。
开发商最初预计《镜之边缘》销量可达300万，但在2009年2月，艺电宣布该游戏售出超过100万套。根据2010年10月艺电和Edge Games的法律纠纷相关法庭文书（参见“开发与发行”一节），《镜之边缘》已在全球售出超过200万套，其中北美售出75万套。游戏的iPhone版已售出37,000餘套。2013年6月，艺电执行副总裁透露游戏已售出“约250万套”。

## 扩充内容和续作
2008年12月4日，艺电公布内含7个主题的全新时间试炼地图。这些地图的按照超现实风格理念设计，由空间中大大小小而又零散的抽象几何立方体组成。DICE的高级制作人欧文·奥布莱恩表示，在新地图中，“行动自由和第一人称的控制一直是《镜之边缘》最受欢迎的方面，所以我们决定为这个地图包提炼出它们最纯粹的形态……我们特地表达出更为抽象的美感，而这依旧是我们独有的艺术风格。我们更注目於游戏流程和游戏性，创造出了完全有别於主体游戏的体验和挑战。”扩充包原定于2009年1月29日发布，後推迟到2009年2月19日，供Xbox 360 、PlayStation 3和PC下载。第8张地图则由PlayStation 3独占。这些时间试炼追加下载内容（DLC）与购自Steam的《镜之边缘》不兼容。
在艺电的支持下，独立开发商Borne Games也正在开发一款名为“镜之边缘2D”的2D横版网页游戏。游戏中不仅有多个关卡供选择，还支持积分榜系统——较好的成绩会自动上传到网站里，并在积分榜中公开。单关卡测试版于2008年11月11日放出，随后于2009年2月24日追加为三关卡测试版。其开发商网站表示游戏完整版本已经上线，但仍处于公测阶段。

《镜之边缘》iOS版改为平台游戏常见的第三人称视角

2009年12月2日，艺电公布了3D横向卷轴游戏《镜之边缘》iPhone和iPod Touch版，共14关，使用第三人称可变镜头视角。游戏原定于2010年1月发行，但之后被推迟到4月，与iPad版同期。

### 重啟
《镜之边缘》发售之初，多条消息就暗示其可能存在续作。游戏发售时，高级制作人欧文·奥布莱恩透露了把游戏发展为三部曲的计划。2009年6月，艺电欧洲副总裁证实正在开发其续作，但DICE首席执行官Karl-Magnus Trodesson对此予以否认，表示“（并未）正式宣布正在开发”。2011年2月，Eurogamer网站称艺电已经中止了《镜之边缘2》的开发计划，原因是制作组提交的程序雏形不尽如人意。随后，艺电又发布声明称“仍将《镜之边缘》视为一个重要的系列”，但并无下文。同年艺电在E3 2011确认续作仍在开发，并可能使用寒霜2引擎。前DICE员工Ben Cousins透露新作仍由DICE负责开发。
2013年6月，艺电在其E3展前发布会正式公布了《镜之边缘》续作，新作对应Microsoft Windows、Mac OS X、PlayStation 4和Xbox One。游戏作为《镜之边缘》的前传，讲述绯丝的由来，并将使用寒霜3引擎。艺电随后确认该作为“开放世界冒险游戏”。2014年1月，编剧Rhianna Pratchett在Twitter表示其个人及大部分原作团队并未参与新作开发。
在2014年E3展上，镜之边缘续作的概念宣传片显示续作将主要讲述绯丝的身世，并为信使提供更多不同的玩法。2015年，艺电正式公布游戏续作名为“镜之边缘 催化剂”（Mirror's Edge Catalyst）。在2015年的科隆游戏展上，游戏的开发人员向媒体确认《镜之边缘 催化剂》并非是《镜之边缘》的续作，而是重启作品。。